# Macrauzata
Macrauzata és un gènere de papallones nocturnes de la subfamília Drepaninae.

## Taxonomia
- Macrauzata fenestraria (Moore, [1868])
- Macrauzata maxima Inoue, 1960
- Macrauzata melanapex Inoue, 1993
- Macrauzata minor Okano, 1959
- Macrauzata submontana Holloway, 1976

## Espècies no descrites
- Macrauzata hyalinata Inoue, 1993 [nom manuscrit]
- Macrauzata limpidate Inoue, 1993 [nom manuscrit]